# Czystka w Arabii Saudyjskiej
Czystka w Arabii Saudyjskiej – masowe aresztowania prominentnych saudyjskich książąt, ministrów i ludzi biznesu trwająca między 4 listopada 2017 roku a 30 stycznia 2019 roku. Pretekstem do jej rozpoczęcia było utworzenie komisji antykorupcyjnej pod przewodnictwem następcy tronu, księcia Muhammada bin Salmana.
Czystka przyczyniła się do centralizacji władzy politycznej w jego rękach i podważyła istniejącą wcześniej strukturę rządów opartych na konsensusie wśród elit saudyjskich. Aresztowania doprowadziły do ostatecznego odsunięcia od władzy frakcji aktualnego króla Abdullaha, całkowitego skonsolidowania kontroli Muhammada bin Salmana nad wszystkimi trzema gałęziami sił bezpieczeństwa i masowego przejmowania aktywów zdominowanych elit biznesowych przez książęcy reżim.
Zatrzymanych internowano w ekskluzywnym hotelu Ritz-Carlton w Rijadzie, gdzie w celu uzyskania współpracy czy wymuszenia podpisania ugody m.in. stosowano tortury. Uziemiono również prywatne odrzutowce, aby uniemożliwić pozostałym podejrzanym ucieczkę z kraju.
W trakcie obławy zatrzymano około 500 osób. W ramach akcji represyjnej banki w Arabii Saudyjskiej zamroziły ponad 2000 krajowych kont. Według „The Wall Street Journal” rząd Arabii Saudyjskiej miał na celu przejęcie gotówki i aktywów o wartości 800 miliardów dolarów.  Władze Arabii Saudyjskiej twierdzą, że ostatecznie kwota ta wynosiła 300 do 400 miliardów dolarów i były to dobra uzyskane przez właścicieli na drodze korupcji.
Komisja antykorupcyjna zakończyła swoją misję 30 stycznia 2019 r., stwierdzając, że zatrzymano 381 osób i odzyskano dla skarbu państwa 107 miliardów dolarów. Postawione zarzuty obejmowały pranie pieniędzy, przekupstwo, wymuszanie haraczy od urzędników i wykorzystywanie stanowiska publicznego dla osobistych korzyści.
Równolegle do działań oficjalnych działał książęcy szwadron śmierci potajemnie zabijający dysydentów poprzez zaplanowane wypadki samochodowe i lotnicze, podpalanie domów, a także celowe zarażenia ofiar śmiercionośnymi wirusami podczas rutynowych badań lekarskich w szpitalu. Najsłynniejszym przypadkiem tego typu było morderstwo Dżamala Chaszukdżiego.

## Lista osób zatrzymanych
Do osób zatrzymanych lub usuniętych ze stanowisk zaliczają się między innymi:

### Rodzina królewska

#### Zatrzymani
- Książę Al-Waleed bin Talal, miliarder i biznesmen[11] (według Agence France-Presse, uwolniony 27 stycznia 2018 r.)[12]
- Książę Fahd bin Abdullah, były wiceminister obrony[13]
- Królowa Fahda bint Falah, żona króla Salmana i matka samego Muhammada bin Salmana. Umieszczona w areszcie domowym.
- Książę Khaled bin Talal, brat al-Waleeda i biznesmen[14]
- Książę Mohammed bin Nayef, były następca tronu Arabii Saudyjskiej i były minister spraw wewnętrznych. Umieszczony w areszcie domowym[15].
- Książę Mutaib bin Abdullah, były przywódca Gwardii Narodowej Arabii Saudyjskiej i syn króla Abdullaha[16]. Uważa się go za najbardziej wpływowego z aresztowanych[5].
- Księżniczka Reem bint al-Waleed bin Talal, córka al-Waleeda bin Talala i bizneswoman[17]
- Książę Turki bin Abdullah, kolejny syn króla Abdullaha i były gubernator prowincji Rijad[18]
- Książę Faisal bin Abdullah, były przywódca Saudyjskiego Czerwonego Półksiężyca i kolejny syn króla Abdullaha[19].
- Książę Mishaal bin Abdullah, były gubernator prowincji Mekka i Najran oraz kolejny syn króla Abdullaha[19]
- Książę Turki bin Naser, były szef prezydium meteorologii i środowiska[20]
- Książę Turki bin Mohammed bin Saud Al Kabeer, były doradca na dworze królewskim[21]
- Książę Bandar bin Sultan, były sekretarz generalny Rady Bezpieczeństwa Narodowego i były szef Prezydium Wywiadu Ogólnego[15]

#### Niepewny status
- Książę Abdul Aziz bin Fahd, najmłodszy syn króla Fahda. Pojawiły się pogłoski, że 44-letni Abdul Aziz został zabity podczas stawiania oporu przy aresztowaniu, jednak saudyjskie ministerstwo informacji wydało oświadczenie, w którym stwierdziło, że książę „żyje i ma się dobrze”[22].
- Książę Mansour bin Muqrin, zastępca gubernatora Asiru i syn byłego następcy tronu Muqrina bin Abdulaziza. Zginął w katastrofie helikoptera, choć pojawiły się niepotwierdzone doniesienia, że jego helikopter został zestrzelony, gdy próbował uciec z kraju[23].

### Politycy

#### Zatrzymani
- Adel Fakeih, były minister gospodarki i planowania[16]
- Admirał Abdullah bin Sultan bin Mohammed Al-Sultan, dowódca Królewskiej Marynarki Wojennej Arabii Saudyjskiej[20]
- Ibrahim Abdulaziz Al-Assaf, były minister finansów[24]
- Khaled al-Tuwaijri, były przywódca dworu królewskiego[18]
- Mohammad al-Tobaishi, były szef protokołu na dworze królewskim[25]

### Wojskowi

#### Zatrzymani
- Abdullah Sultan, dowódca saudyjskiej marynarki wojennej[26]
- Ali Al Qahtani, generał major armii saudyjskiej[27]. Zmarł w areszcie[27].

### Elity biznesowe

#### Zatrzymani
- Abdulrahman Fakieh, biznesmen[7]
- Amr Al-Dabbagh, biznesmen, dyrektor generalny Al-Dabbagh Group (ADG)[24]
- Bakr bin Laden, przewodniczący Saudi Binladin Group[28] i przyrodni brat Osamy bin Ladena
- Khalid Abdullah Almolhem, były szef Saudi Arabian Airlines[24]
- Loai Nazer, znany biznesmen[8][7]
- Mansour al-Balawi, znany biznesmen[8][7]
- Nasser Al Tayyar, biznesmen, członek zarządu Al Tayyar Travel Group[29]
- Saleh Abdullah Kamel, miliarder i biznesmen, właściciel Arab Radio and Television Network oraz założyciel Dallah al Baraka Group[30]
- Saoud al-Daweesh, były dyrektor generalny Saudi Telecom Company[25]
- Waleed bin Ibrahim Al Ibrahim, miliarder i biznesmen, szwagier króla Fahda, przewodniczący Middle East Broadcasting Company (MBC)[24]
- Zuhair Fayez, znany biznesmen[8][7]

### Uczeni islamscy

#### Zatrzymani
- Awad al-Qarni, uczony islamski, autor i były profesor[31]
- Ali al-Omari, duchowny telewizyjny i przewodniczący Uniwersytetu Otwartego w Mekce[32]
- Salman al-Ouda, uczony islamski i członek zarządu Międzynarodowej Unii Uczonych Muzułmańskich[31]
- Ahmed al-Amari, uczony islamski i dziekan Kolegium Koranicznego na Islamskim Uniwersytecie w Medynie. Zmarł w areszcie[33].